# Chelmsford

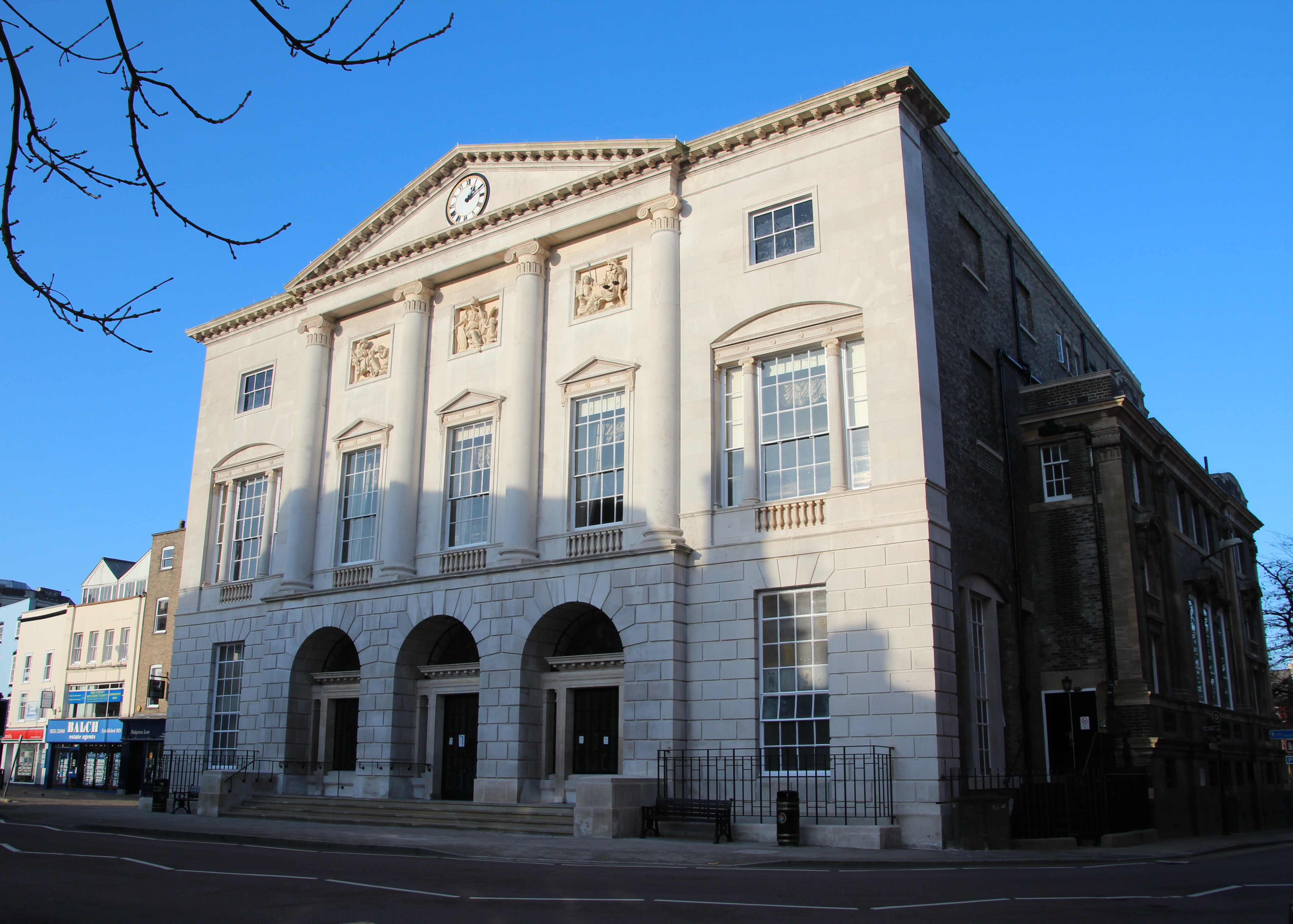

Chelmsford é uma cidade no condado de Essex, no leste da Inglaterra (East Anglia), situada 50 Km a nordeste de Londres.
É o centro urbano principal do condado, com uma população global estimativa de 173,821 habitantes em 2019.
A conurbação de Chelmsford abrange total ou parcialmente as antigas paróquias de Broomfield, Great Baddow, Galleywood, Writtle, Moulsham, Widford e Springfield, incluindo Springfield Barnes, ora denomindao Chelmer Village. O nome de Chelmsford deu origem às comunidades de Chelmsford-Massachusetts; Chelmsford-Ontário e Chelmsford-Nova Brunswick. Chelmsford é um dormitório satélite da Grande Londres, cuja população maioritariamente trabalha e transita na capital.
A catedral de Chelmsford é a segunda mais pequena de toda a Inglaterra à frente da catedral de Derby, em Derby. A cidade é circundada de vilarejos históricos que ao longo dos tempos, preservaram e mantêm o aspecto tradicional da região.